# Anhalts voetbalkampioenschap 1927/28
In 1927/28 werd het veertiende Anhalts voetbalkampioenschap gespeeld, dat georganiseerd werd door de Midden-Duitse voetbalbond. 
SC Köthen 09 werd kampioen en plaatste zich voor de Midden-Duitse eindronde. De club verloor meteen van VfL 1911 Bitterfeld. 
1. FC 1900 Zerbst wijzigde de naam in 1. SC 1900 Zerbst. 

## Gauliga
| Plaats | Club                    | Wed. | W  | G | V  | Saldo | Ptn.  |
| ------ | ----------------------- | ---- | -- | - | -- | ----- | ----- |
| 1.     | SC Köthen 09            | 18   | 12 | 1 | 5  | 54:23 | 25:11 |
| 2.     | Köthener FC Germania 03 | 18   | 11 | 2 | 5  | 55:33 | 24:12 |
| 3.     | SV Wacker Bernburg      | 18   | 11 | 1 | 6  | 60:31 | 23:13 |
| 4.     | SpVgg 1898 Dessau       | 18   | 9  | 3 | 6  | 47:35 | 21:15 |
| 5.     | Dessauer SV 05          | 18   | 9  | 2 | 7  | 49:35 | 20:16 |
| 6.     | SV Köthen 02            | 18   | 9  | 1 | 8  | 65:57 | 19:17 |
| 7.     | SV Viktoria 1903 Zerbst | 18   | 9  | 1 | 8  | 54:47 | 19:17 |
| 8.     | SV 1907 Bernburg        | 18   | 7  | 1 | 10 | 42:51 | 15:21 |
| 9.     | SV Germania 1908 Roßlau | 18   | 4  | 2 | 12 | 37:77 | 10:26 |
| 10.    | 1. SC 1900 Zerbst       | 18   | 2  | 0 | 16 | 23:94 | 4:32  |

|  | Kampioen, geplaatst voor Midden-Duitse eindronde |